# 班蒂格山
46°58′41″N 7°31′39″E / 46.97806°N 7.52750°E

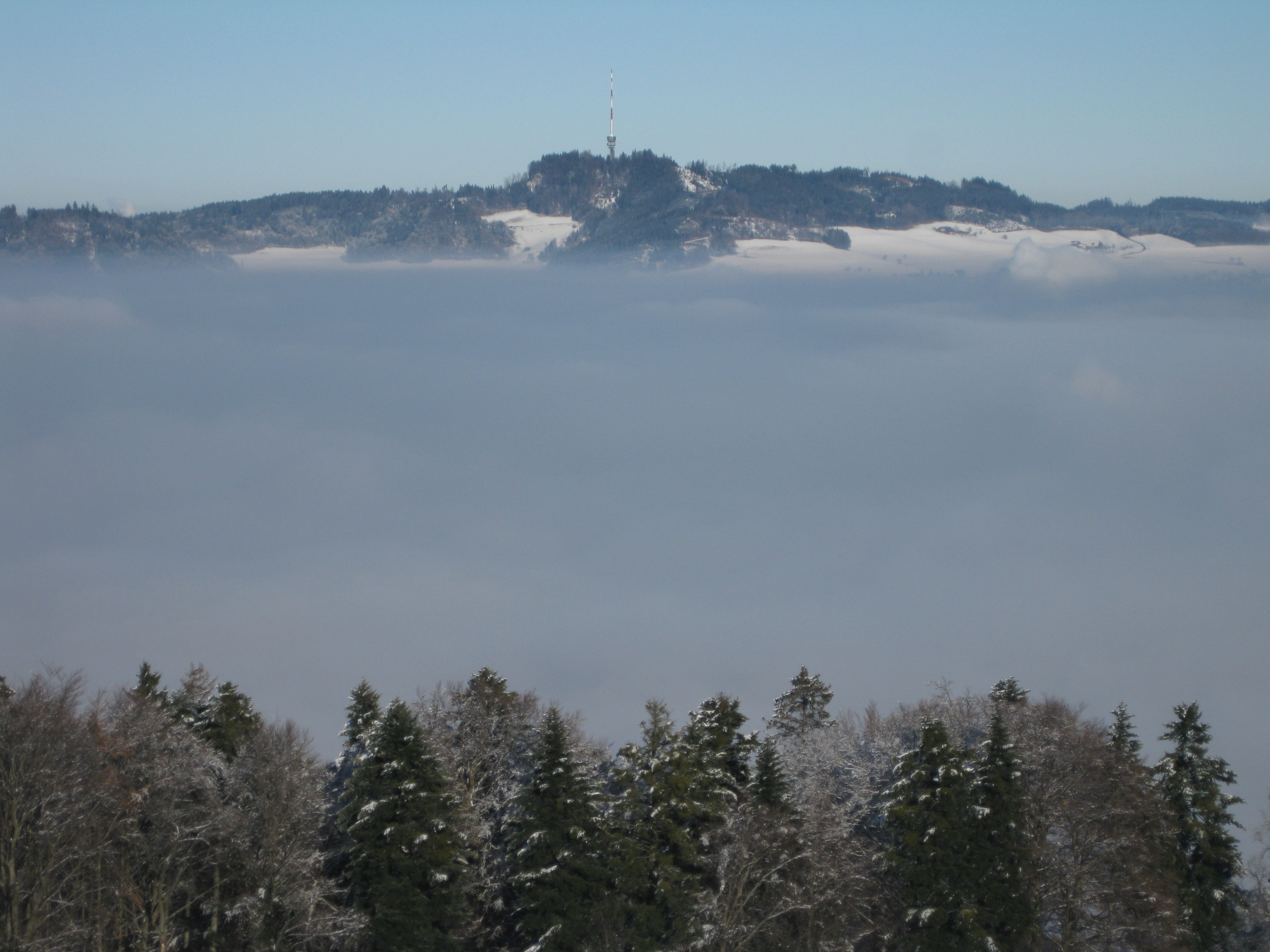

班蒂格山（Bantiger），是瑞士的山峰，位於該國西部，由伯恩州負責管轄，屬於埃默河谷山的一部分，處於伊蒂根以東和施泰特倫以北，海拔高度947米。